# Guillaume de Benoit
Guillaume de Benoit est un homme politique français né le 8 juillet 1773 à Saint-Geniez (Aveyron) et mort le 2 décembre 1849 à Saint-Geniez.

## Biographie
Juge de paix à Rodez, il est député de l'Aveyron de 1827 à 1831, siégeant au centre droit et soutenant les ministères de la Restauration. Il est dans l'opposition sous la Monarchie de Juillet.

## Sources
- « Guillaume de Benoit », dans Adolphe Robert et Gaston Cougny, Dictionnaire des parlementaires français, Edgar Bourloton, 1889-1891 [détail de l’édition]